# Температура на въздуха

## Нагряване и изстиване на сушата
Сушевата повърхност на Земята е много разнообразна. На места е покрита с гори, другаде с трева, а някъде е полулишена или напълно лишена от растителност. Най-бързо и най-силно се нагряват пустинните райони, а най-слабо и най-бавно – гористите и заблатени райони на Земята. Нагряването на сушата зависи както от величината на слънчевото греене, така и от състоянието на небето. При ясно време през деня, поради силната слънчева радиация температурата на почвата силно се повишава. През нощта, в резултат на силното топлинно излъчване и липсата на слънчева топлина, температурата на почвата много се понижава. Благодарение на това денонощната амплитуда на температурата понякога надминава 40°С. Когато небето е покрито с облаци, слънчевото греене през деня силно отслабва и изстиването през нощта е много по-слабо. В такива случаи денонощните амплитуди на температурите на повърхностния почвен слой са много малки. На повърхността на почвата максимумът на температурата настъпва около 13 часа, а минимумът – непосредствено преди изгрева на слънцето.
В зависимост от цвета, структурата и петрографския състав на почвеният слой притежава значителна отражателна или поглъщателна способност по отношение на топлината. Топлоемкостта на почвата нараства и с увеличаването на влажността в нея. Така например в един и същи ден в зависимост от цвета на почвата са били отбелязани следните температури на нейната повърхност: черен пясък – 32,2°С, бял пясък – 28,9°С. При по-голяма топлоемкост и топлопроводимост на почвата последната се нагрява по-слабо през деня и изстива по-малко през нощта. При изразходването на част от влагата, която се намира в почвата, става изразходване на топлина. Ето защо колкото по-голяма е влажността на почвата, толкова нагряването ѝ през деня ще бъде по-слабо. Растителната покривка смекчава термичните отношения в почвата. Например през лятото температурата на оголена почва е с около 10°С по-висока от тази на почва, покрита с растителност. През зимата подобна защитна роля играе снежната покривка.
Годишните колебания на почвената температура са свързани с височината на Слънцето. Това се вижда най-добре от средните месечни температури. Максималните температури се наблюдават обикновено през месец юли, а минималните – през месец януари.
Денонощните колебания на температурата се чувстват на около 1 m дълбочина. Годишните им колебания обаче се разпростират до 20 – 30 m дълбочина. Предаването на топлината в дълбочина става много бавно. На всеки метър дълбочина колебанието на температурата закъснява средно с 20 – 30 денонощия. Така например, докато на повърхността на почвата максимумът на температурата настъпва през юли, то на 5 m дълбочина този максимум настъпва едва през декември или януари.

## Нагряване и изстиване на водната повърхност
Водата има около два пъти по-голяма топлоемкост от почвата, т.е. при едни и същи условия и за едно и също време почвата се затопля два пъти по-силно от откритата водна повърхност. Водната маса се затопля в дълбочина благодарение на непрекъснатото разместване на на горния слой на водата, предизвикано от вълнението и от възходящи и низходящи водни токове. това разместване обхваща слой с дебелина 100 – 200 m. В повърхностния воден слой се натрупва повече топлина, отколкото в почвата благодарение на по-голямата топлоемкост и на загряването ѝ на по-голяма дълбочина. Поради това условията за затоплянето на въздуха над водната повърхност са твърде различни от тези, които съществуват над сушата.

## Нагряване и изстиване на въздуха

### Нагряване на въздуха
Атмосферният въздух се нагрява слабо непосредствено от слънчевата радиация. Основните посредници за неговото затопляне са земната повърхност, водната повърхност и предметите.
Основните фактори за предаване на топлината от почвата и водата на въздуха са:
- Топлинна конвекция – представлява термически обусловен вертикален обмен на въздуха. В досег с нагрятата повърхност въздухът се затопля, става по-лек и се издига нагоре. На негово място странично идва нов по-тежък и по-хладен въздух, който също се нагрява и т.н. Височината, до която достига топлинната конвекция, зависи от степента на нагряването. През горещите летни дни топлообменът в атмосферата може да достигна до 8 – 10 km височина. Пример: Такива възходящи и низходящи течения най-лесно се усещат когато се движим върху силно нагрят асфалт.
- Топлинна адвекция – представлява хоризонтално движение на въздушни маси, при което в нашите географски ширини става пренос на топлина от субтропика. Пример: Нахлуването в България на морски въздух от Средиземноморието през зимата причинява значително затопляне на времето.
- Турбулентност – представлява безпорядъчни вихрови движения на въздуха в различни посоки вътре в общото въздушно течение. В зависимост от пораждащите я причини тя бива динамична и термична.
  - Динамичната турбулентност възниква от триенето на въздуха със земната повърхност и от обичането на въздушния поток по неравностите (дървета, храсти, хълмове, сгради и др.). Тя е по-силно изразена в пресечени местности. С увеличаване на скоростта на вятъра динамичната турбулентност нараства значително.
  - Термичната турбулентност възниква от нееднородното нагряване на отделни места от повърхността – различия в цвета и влажността на почвата, различия в изложението и т.н. При това се проявява температурна нееднородност на въздуха – над по-нагрети повърхности той се издига по-високо и обратно. По този начин в непосредствена близост възникват възходящи и низходящи въздушни струи, които предизвикват характерно трептене на въздуха (забелязват се при слънчево време над асфалтови пътища, угари и т.н.).
- Излъчването на земната повърхност също допринася за нагряването на въздуха. Атмосферата е слабо прозрачна за дълговълновата радиация и поглъща значителна част от нея
- Скрита топлина на изпарението, и по-точно водните пари, които попадат в атмосферата, също са източник на скрита топлина, която се освобождава при кондензацията на водните пари и отива за нагряване на въздуха.[1]

### Изстиване на въздуха
Изстиването на въздуха става по няколко причини.
- Адиабатното изстиване е основна причина. С издигане на въздуха на височина той попада в условия на по-ниско атмосферно налягане и се разширява. Разширяването на въздуха става за сметка на съдържащата се в него топлинна енергия.

Други, по-маловажни, причини са:
- Излъчване на топлина;
- Предаване на топлина при съприкосновение с по-студена повърхност.

## Денонощен и годишен ход на температурата на въздуха

### Денонощен ход на температурата на въздуха
Денонощното изменение на температурата на въздуха се намира в тясна връзка с денонощното изменение на температурата на земната повърхност. С изгрева на Слънцето температурата на земната повърхност започва да се повишава. Това повишение достига най-високата си точка в първите следобедни часове. Едновременно с получаването на слънчевата топлина земната повърхност от своя страна също излъчва топлина. До момента, до който приходът на слънчевата топлина е по-голям от разхода (първите следобедни часове), земната повърхност се затопля. В този момент приходът и разходът на топлина се изравняват и температурата на земната повърхност достига своя максимум. След това приходът на топлина става по-малък от разхода и земната повърхност започва да изстива. Понижението на температурата на земната повърхност продължава през цялата нощ до изгрев слънце. В този момент температурата достига своя минимум.
Денонощният ход на температурата на въздуха се намира в тясна зависимост от измененията на топлинния баланс на земната повърхност. Колкото е по-силно топлинното излъчване на земната повърхност, толкова по-бързо и по-силно става затоплянето на приземните въздушни слоеве. Максимумът на температурата на въздуха настъпва след пладне (в 14 часа над сушата и в 15 часа над морето). Тогава излъчването е най-голямо и е равно на нагряването. Във връзка с постепенното намаляване на на топлинното излъчване от земната повърхност температурата на въздуха започва да се понижава. При облачност или при нахлуване на нови въздушни маси тези условия силно се изменят.
Разликата между минималната и максималната температури се нарича денонощна температурна амплитуда. Тя е твърде разнообразна и зависи от следните по-важни фактори:
- Географската ширина на мястото. С увеличаване на географската ширина настъпва намаление на денонощната температурна амплитуда. това се дължи на намаляването на височината на слънцето над хоризонта и на по-слабото загряване на земята и въздуха през деня;
- Годишните времена. През зимата Слънцето се намира по-ниско над хоризонта и затоплящото му влияние силно отслабва. Най-големите температурни амплитуди се наблюдават през лятото, когато затоплящото влияние на Слънцето е най-голямо;
- Облачността. При голяма облачност температурната амплитуда намалява, а при ясно време – расте.
- Подстилащата повърхност. Над водната повърхност и над гориста местност температурната амплитуда е по-малка, а над гола почва е по-голяма. Температурните амплитуди в пустините понякога надминават 40°С;
- Надморската височина. С увеличаването на надморската височина температурната амплитуда намалява. това се дължи на по-слабото дневно нагряване на въздуха. Температурните амплитуди са по-големи в котловините и са по-малки в хълмистите места.

Изучаването на денонощните колебания на температурата има най-голямо значение през студеното полугодие и през преходните сезони. То дава възможност да се предвидят по-добре минималните температури.

### Годишен ход на температурата на въздуха
Годишният ход на температурата в общи линии зависи от височината на Слънцето. В Северното полукълбо слънчевата радиация е най-интензивна през летните месеци, а най-слаба през зимата. Макар че максимумът на слънчевото греене е в края на юни, топлинното излъчване на силно нагрятата земна повърхност постепенно нараства и максималната температура на въздуха настъпва през юли. По крайбрежията и островите този максимум настъпва едва през август. Това се обяснява с по-бавното затопляне на водната повърхност. По същите причини земната повърхност получава най-малко топлина в края на декември, но най-силно изстива през януари. По крайбрежията и по островите този минимум настъпва през февруари, поради по-бавното изстиване на водната маса.
Разликата между средните температури на най-топлия и на най-студения месец през годината дава годишната температурна амплитуда. Най-големи годишни температурни амплитуди се наблюдават във вътрешността на континентите, а най-малки – в екваториалните райони и сред океаните.

## Вертикални изменения на температурата на въздуха

### Понижаване на температурата с нарастване на височината
Основната причина за затоплянето на въздуха е топлинното излъчване на земната повърхност, а с издигането му във височина обикновено става неговото изстиване чрез адиабатни изменения без приход или разход на топлина.
Вертикалният градиент на измененията на температурата на въздуха може да бъде:
- сухоадиабатен градиент – когато измененията са на ненаситен с водни пари въздух;
- влажноадиабатен градиент – когато изменения настъпват при наситен с водни пари въздух.

Сухоадиабатният градиент е равен на 1, което означава, че на всеки 100 м температурата на въздуха е по-ниска с 1 °С. При влажноадиабатния градиент изстиването е по-малко, тъй като то е придружено с освобождаване на топлина от водните пари в процеса на тяхната кондензация. Ето защо влажноадиабатния градиент е по-нисък от 1.
Практически изстиването на въздуха във височина никога не е при еднообразни условия. При издигането на маса от сух въздух вертикално нагоре неговото изстиване става по сухоадиабатния градиент (с 1° на всеки 100 м). На известна височина поради спадане на температурата въздухът започва да се насища с водни пари и при неговото издигане нагоре изстиването му става по влажноадиабатния градиент.

### Увеличаване на температурата с нарастване на височината
При известни условия вместо понижаване на температурата с височината, тя се повишава. Това явление се нарича инверсия. В зависимост от процесите, които ги предизвикват, инверсиите биват радиационни, орографски, пролетни или снежни, антициклонални, фронтални и инверсии на топлия въздух.
- Радиационните инверсии се образуват през нощта, когато земната повърхност изстива силно от интензивното топлинно излъчване.
- Орографските инверсии са разновидност на радиационните и се проявяват при силно пресечен терен. Изстуденият и по-тежък въздух се стича по склоновете към котловините и неговото място се заема от по-топъл въздух.
- Пролетните (снежни) инверсии възникват поради голямата загуба на топлина от приземния въздух, която отива за разтопяване на снега.
- Антициклоналните инверсии се предизвикват от антициклоналните низходящи движения на въздуха обикновено на височина 1 – 2 км над повърхността.
- Фронталните инверсии се наблюдават на разделителната граница между две въздушни маси, когато влажен и топъл въздух навлиза като клин в студена въздушна маса.
- Инверсията на топлия въздух възниква при преминаване на топла въздушна маса над силно охладена територия и най-долният слой на въздушната маса бързо се охлажда.

## Хоризонтални изменения на температурата на въздуха
Нагряването на приземния въздух зависи от характера на подстилащата повърхност (вода, суша), географската ширина, надморската височина и от други фактори (океански и морски течения, атмосферната циркулация и др.). Всички тези показатели създават твърде сложна картина на разпределението на температурата по земната повърхност. Хоризонталното разпределение на температурата на въздуха се онагледява чрез т.нар. изотермална карта. Тя представлява опростена географска карта, на която местата с еднаква температура са съединени с криви линии наречени изотерми.
Най-важните фактори за хоризонталното разпределение на температурата на въздуха са подстилащата повърхност и географската ширина. Нагряването на водната повърхност става по-равномерно, тъй като няма разлика във височината на океанското равнище. Това много улеснява начертаването на изотермите над океаните. В зависимост от влиянието на морските течения и от характера на атмосферната циркулация изотермите над океаните не вървят успоредно на паралелите. В някои места те показват значителни отклонения в северно или южно направление. Това личи особено добре на изотермалната карта на северната част на Атлантическия океан.
Януарската изотермална карта показва, че над океаните в Северното полукълбо изотермите се извиват силно на север, а над континентите – силно на юг към екватора. Близо до западното крайбрежие на Европа тези извивки са толкова големи, че част от изотермите са почти успоредни на меридианите. Това се дължи от една страна, на влиянието на топлото течение Гълфстрийм и на циклоналната дейност, която се развива около Исландия, и от друга – на силното изстиване на Европа през зимата. В южното полукълбо изотермите сравнително малко се отклоняват от направлението на паралелите в умерения пояс поради преобладаващите обширни водни площи.
Юлските изотерми са сравнително по-праволинейни. Причина за това са по-малките температурни различия между океаните и континентите. На юлската изотермална карта изотермите над океаните са огънати над екватора, а тези над континентите – към полюсите, тъй като през този месец сушата се загрява по-силно от водата. Така например в Северното полукълбо най-високите температури се наблюдават в тропичния пояс и то там, където липсва растителна покривка.
| Географска ширина | Януари (в °С) | Юли (в °С) | Средна годишна температура (в °С) | Годишна температурна амплитуда (в °С) |
| ----------------- | ------------- | ---------- | --------------------------------- | ------------------------------------- |
| Северен полюс     | -36,0°        | 0°         | -19°                              | 36,0°                                 |
| 50° с.ш.          | -7,7°         | 18,1°      | 5,4°                              | 25,8°                                 |
| 10° с.ш.          | 25,4°         | 26,1°      | 26,0°                             | 1,7°                                  |
| екватор           | 25,3°         | 25,3°      | 25,4°                             | 0,6°                                  |
| 10° ю.ш.          | 25,2°         | 23,6°      | 24,7°                             | 2,2°                                  |
| 50° ю.ш.          | 8,4°          | 8,8°       | 12,0°                             | 6,5°                                  |
| Южен полюс        | -13,0°        | -48,0°     | -33,0°                            | 35,0°                                 |

От таблицата се вижда, че най-топъл паралел през годината е не екваторът, а 10° с.ш. Максимумът на годишния ход на температурата лежи все в Северното полукълбо. Причината за това е, че сушата по паралела 10° с.ш. има по-голяма площ, отколкото по екватора. През годината температурата от полюса към екватора нараства средно с по 0,5 – 0,6°С на всеки географски градус. В същото време на всеки 100 m тя се понижава с около 0,6°С. Това показва, че във височина температурата се изменя 1100 пъти по-бързо, отколкото в хоризонтална посока, което изтъква извънредно голямото значение на планините и те имат изключително голямо значение за формирането на климата по земната повърхност. Ако сравним Северното и Южното полукълбо ще видим, че през зимата Южното полукълбо е по-топло а през лятото по-хладно. Поради това годишната температурна амплитуда на Южното полукълбо е с около 7°С по-малка от тази на Северното полукълбо. Причината за това е преобладаващата водна площ в Южното полукълбо и по-голямата континентална площ в Северното полукълбо.

## Измерване
Температурата на въздуха е основна величина, измервана и записвана в метеорологичните станции.

### Обикновен (сух) психрометричен термометър
- Служи за измерване на температурата на въздуха в установените срокове за наблюдение (най-често в 7, 14 и 21 часа точно местно време)
- Най-често скалата му е от -35 до +50 °С през 0,2 °С, като задължително отчитането става с точност до 0,1 °С
- Поставя се в съседство до „мокрия“ термометър
- Този термометър е много чувствителен и отчитането му трябва да стане максимално бързо, без да се диша срещу него

### Максимален термометър
- Той е живачен с цилиндричен или сферичен резервоар;
- В клетката се поставя под сухия и „мокрия“ термометър, почти хоризонтално, с малък наклон към резервоара
- Служи за измерване на най-високата температура през денонощието; след достигането ѝ той не се понижава, поради специфичното му устройство (Над резервоарчето му има много тясна капилярна тръбичка. Когато температурата се повишава, живакът се промъква през стеснената тръбичака, но при нейното понижаване той не може да се върна обратно и по такъв начин се определя най-високата температура за периода); след отчета в 21 часа той се изтръсква, живакът се прибира в резервоарчето и се нагласява за следващото измерване
- Скалата му може да е между -36 и +51 °С или между -21 и +71 °С, разграфена през 0,5 °С

### Минимален термометър
- Това е спиртен термометър с цилиндричен или вилкообразен резервоар
- В клетката се поставя в хоризонтално положение
- Служи за измерване на най-ниската температура през денонощието; след постигането ѝ той не се повишава, поради специфичното си устройство (При понижаването на температурата спиртът се свива и увлича със себе си един стъклен показалец, поставен в тръбичката. Като достигне до най-ниската за периода на наблюдението температура, стъкленият показалец по-късно независимо от повишението на температурата остава на едно място и по този начин минималната температура за определен период може да се отчете и по-късно); нагласява се за следващо измерване след 21 часа
- Скалата му е специфична за различните климатични зони, разграфена през 0,5 °С

Освен в метеорологичната клетка, измерване на минималната температурата на въздуха се извършва и извън клетката, на 2 cm над повърхността на почвата, респ. снежната покривка. Тази температура е прието да се нарича радиационна (приземна) температура на въздуха. Измерването ѝ става през есенния и пролетния сезони, тъй като използването на данните е пряко свързано с началните фази от развитието на културите и с прогнозиране на сланите. За правилно измерване на радиационната температура на въздуха, минималният термометър се поставя хоризонтално върху дървен статив.

### Термограф
Термографът (самопишещ термометър) е уред за измерване и записване на непрекъснатия ход на температурата на въздуха. Състои е от три части:
- чувствителна част – най-често биметална пластина, чувствителна към температурни изменения
- предавателна част – система от лостове, която предава в увеличен вид малките изменения
- записваща част – представляваща барабан с опъната върху него лента-термограма, часовников механизъм и писец, свързан към предавателната част

Термографът се поставя в метеорологичната клетка. В България най-често се използват седмични ленти-термограми, които се сменят всеки понеделник, точно в 10 часа местно време.
Поради това, че живакът е по-чувствителен от биметалната пластина, показанията на термографа са по-неточни от показанията на термометъра, като грешките в показанията могат да достигнат 2 – 5 °С. Ето защо, след всяко отчитане на психрометричния термометър следва да се извърши корекция на термографа чрез изчертаване на 2 – 3 mm чертичка върху термограмата на стойността, показана от термометъра.
Въпреки относителната неточност на термографа, в световен мащаб той е по-често използвания уред за измерване на температурата на въздуха, в сравнение с термометъра.

### Метеорологична клетка
Термометрите се поставят в специална метеорологична клетка, която трябва да осигури условия за обективност и сравнимост на данните, поради което отговаря на определени условия:
- да бъде с размери 525/460/290 mm;
- да бъде поставена върху стойка, висока 175 cm, което предполага височината на термометрите спрямо терена да е около 200 cm, да има стационарно монтирана стълба за достъп;
- да бъде дървена, а всичките ѝ странични стени да са тип „жалузи“ (за нормален достъп на въздух, но и за защита от пряка слънчева радиация); вратичката ѝ да е на север.

Метеорологичната клетка обикновено съдържа комплект от 4 – 5 термометъра: обикновен (сух) психометричен термометър, „мокър“ термометър, минимален термометър, максимален термометър и в някои случаи минимално-максимален термометър.